# Pedicularis recutita
Pedicularis recutita är en snyltrotsväxtart som beskrevs av Carl von Linné. Pedicularis recutita ingår i släktet spiror, och familjen snyltrotsväxter. Utöver nominatformen finns också underarten P. r. trichocalycina.

## Bildgalleri

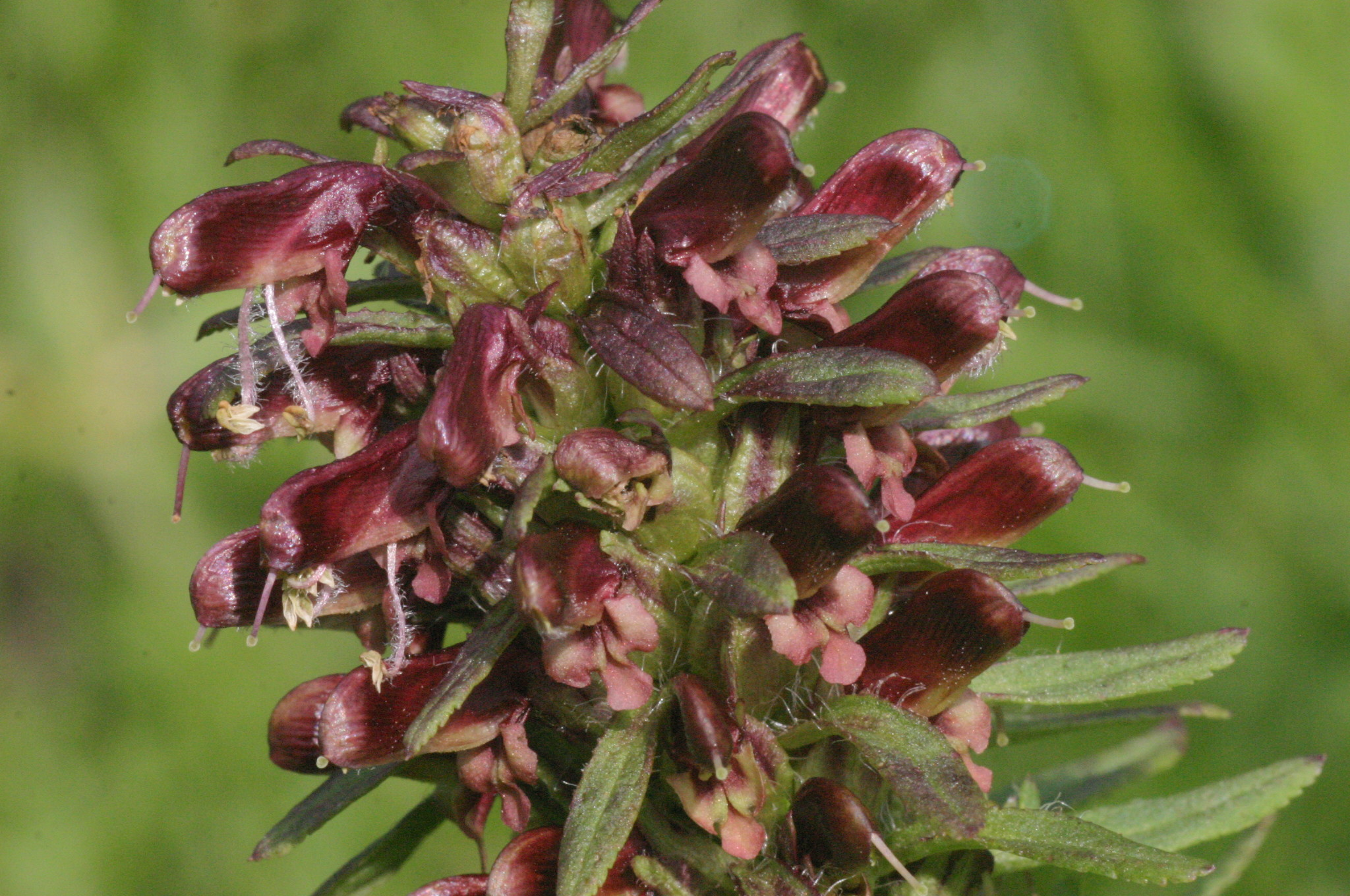
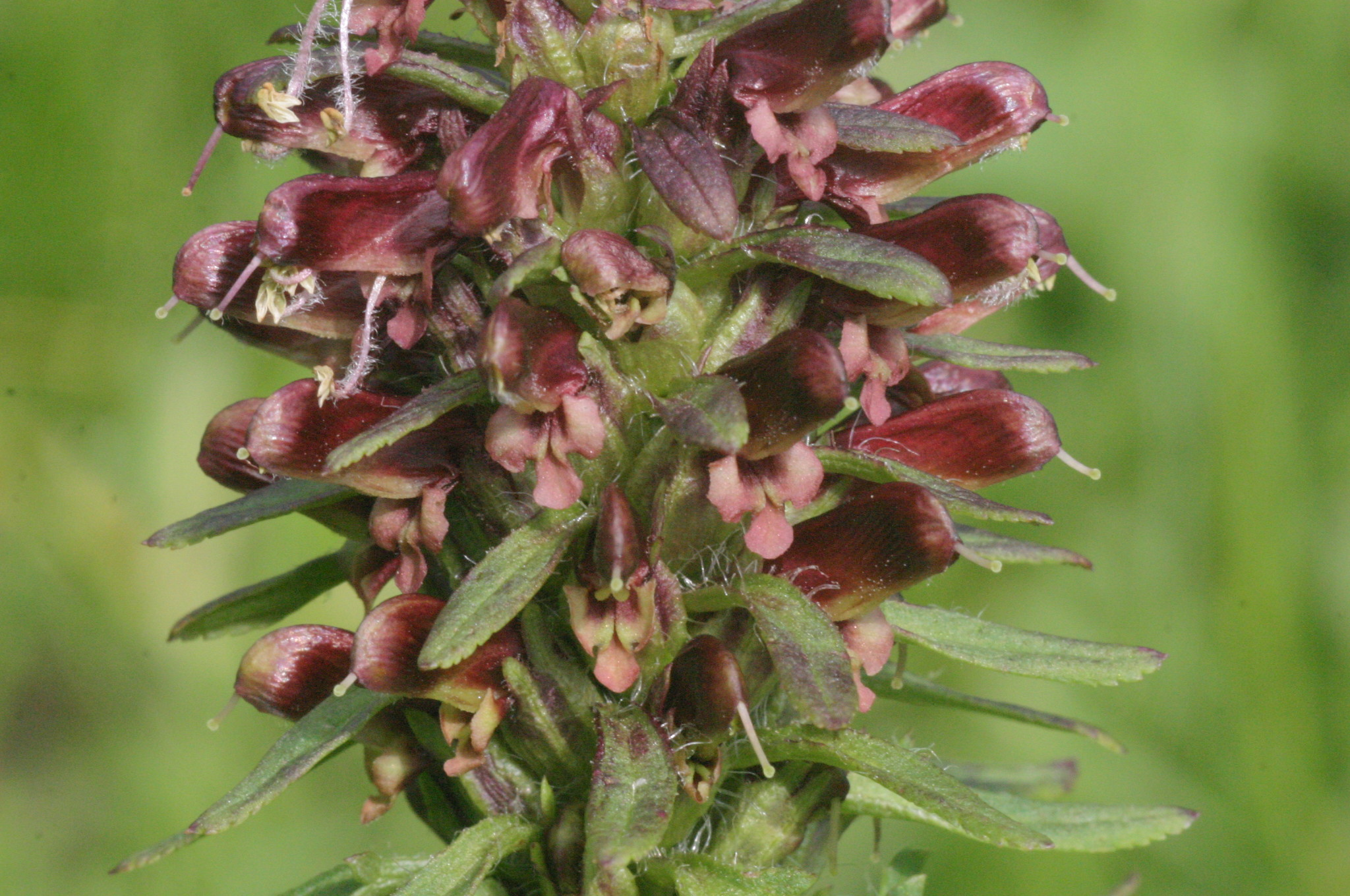
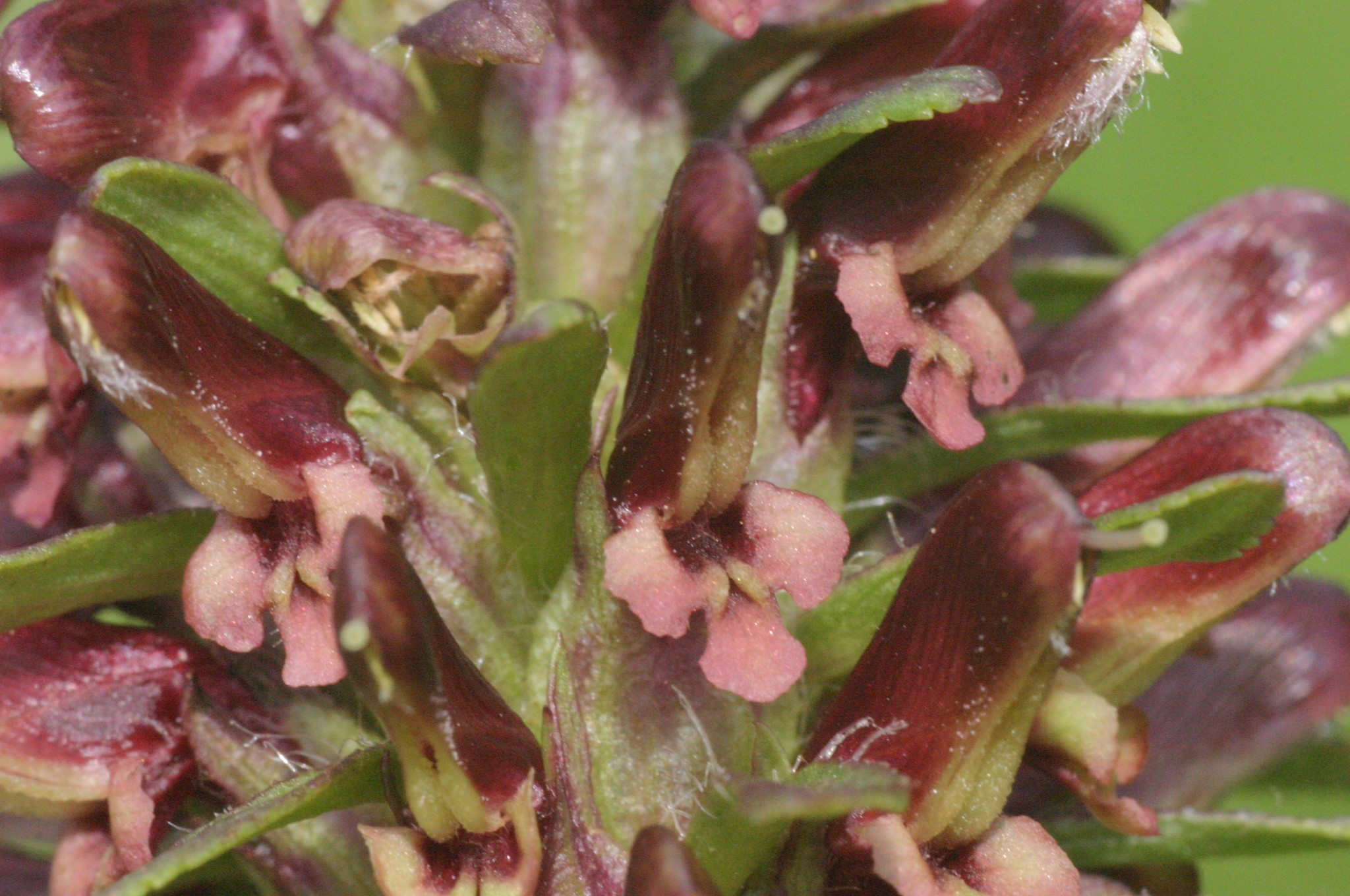
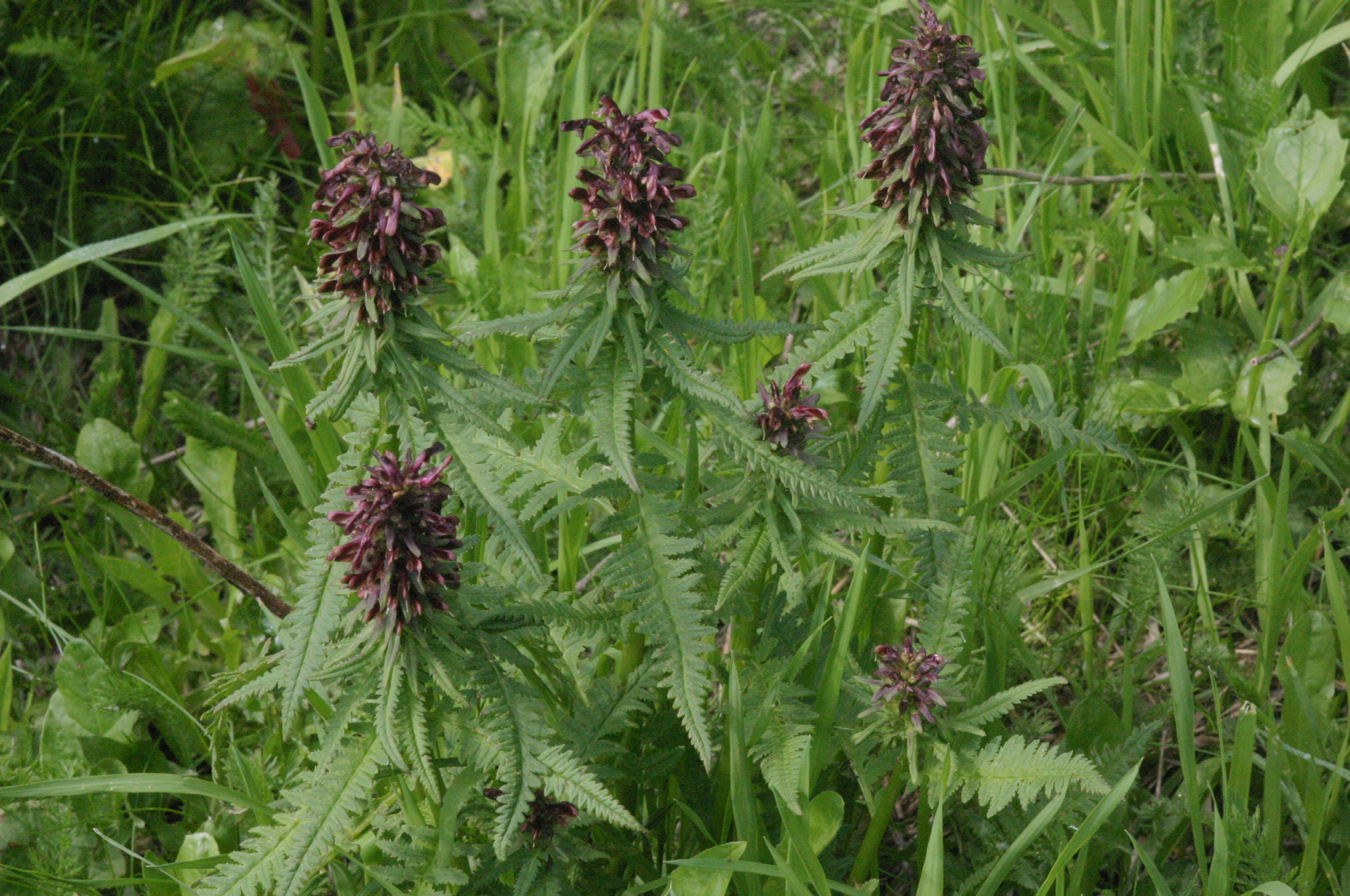
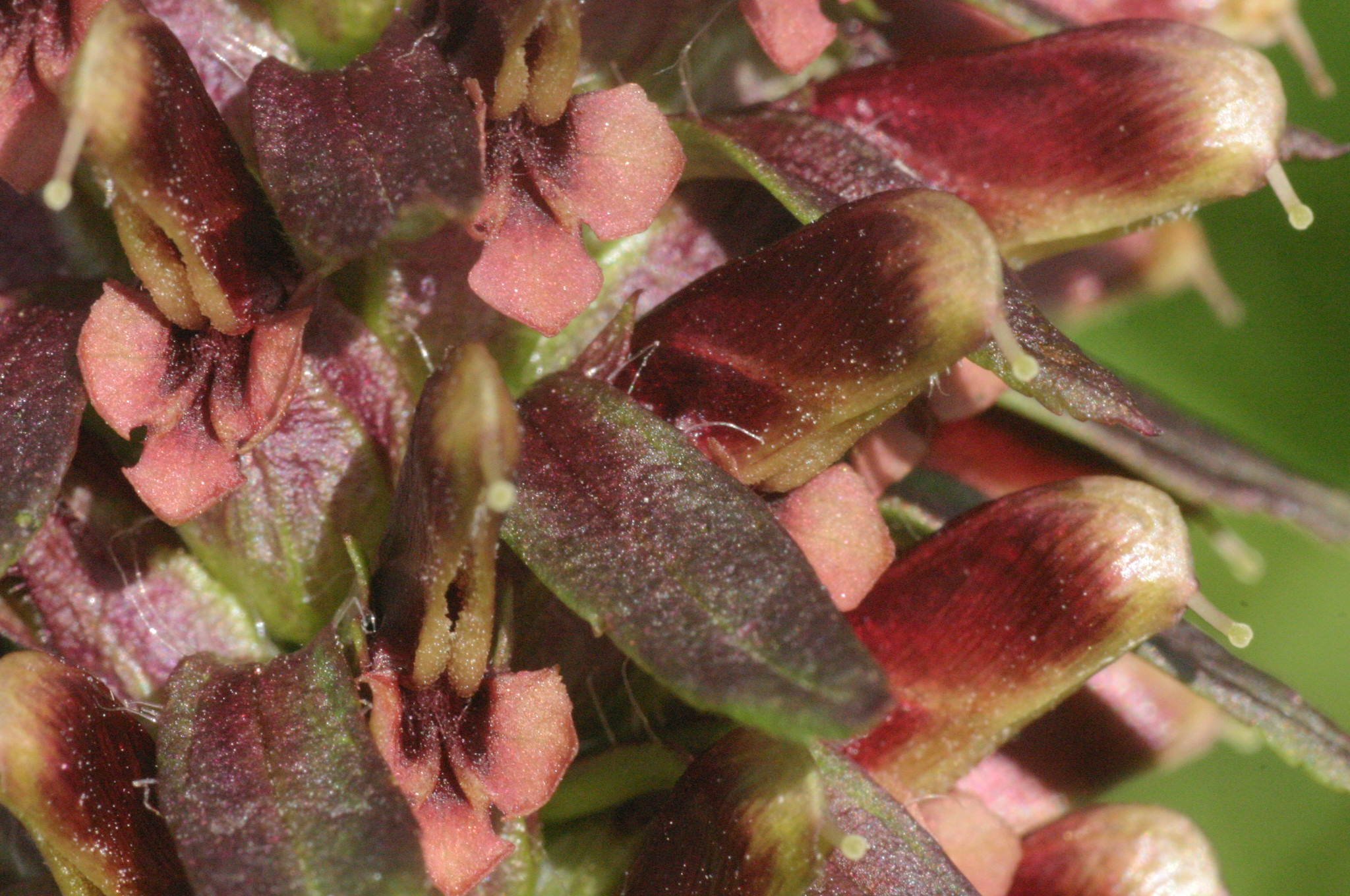
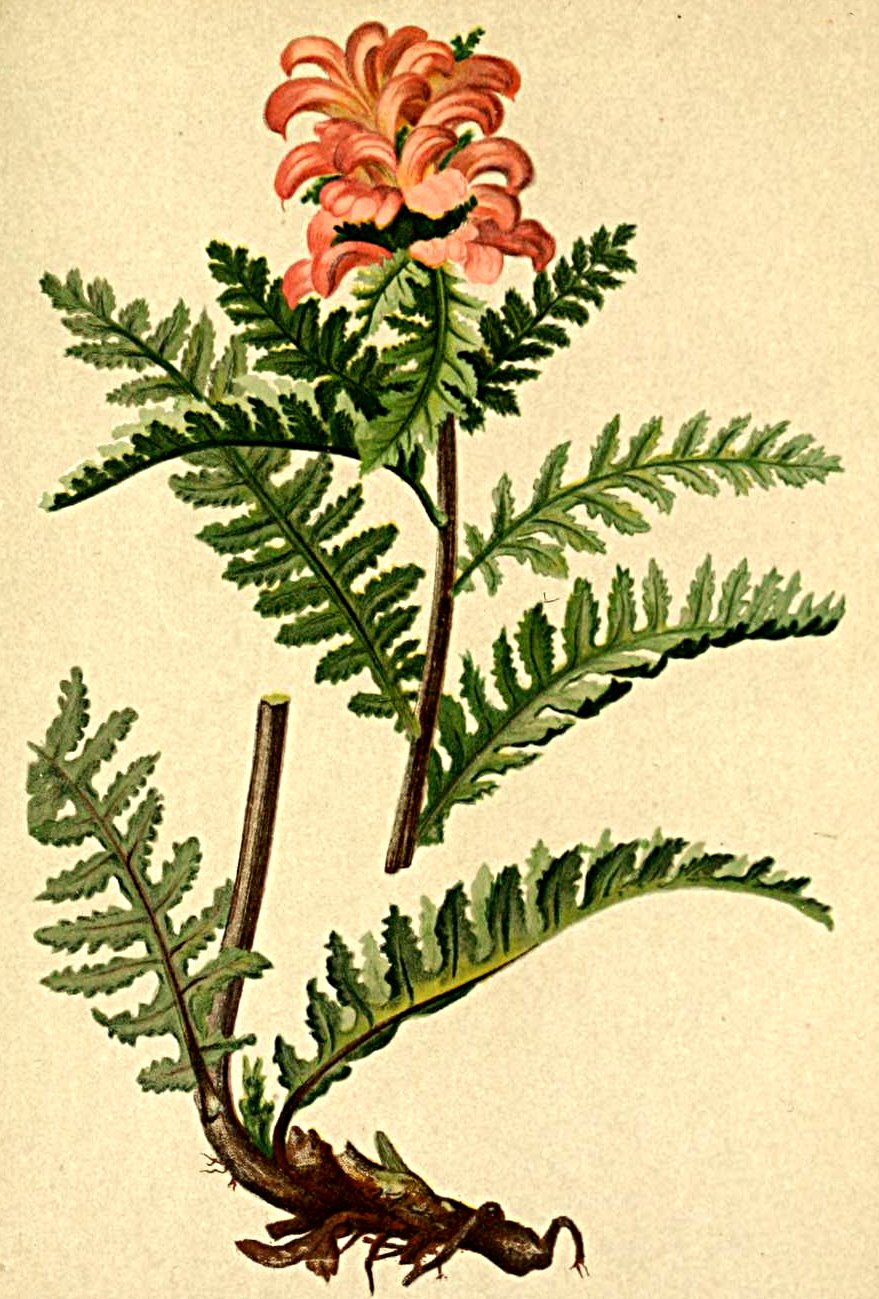